# Ossita 50
L'Ossita 50, coneguda simplement com a Ossita, fou un model de ciclomotor fabricat per OSSA entre 1968 i 1973. Duia un motor de dos temps monocilíndric de 47,63 cc refrigerat per aire fabricat per Ducati Mototrans i substituïa l'anterior model de ciclomotor de la marca, l'OSSA Motopedal, que s'havia llançat al mercat el 1955.
L'Ossita 50, un ciclomotor extremadament senzill i petit, va arribar tard al mercat, ja que en aquells moments els fabricants de la competència (especialment Montesa, Bultaco i Derbi) havien evolucionat molt els seus respectius models i les prestacions de l'OSSA estaven per sota del que aquells oferien. Malgrat tot, de l'Ossita se'n van arribar a vendre un total de 6.000 unitats.

## Història

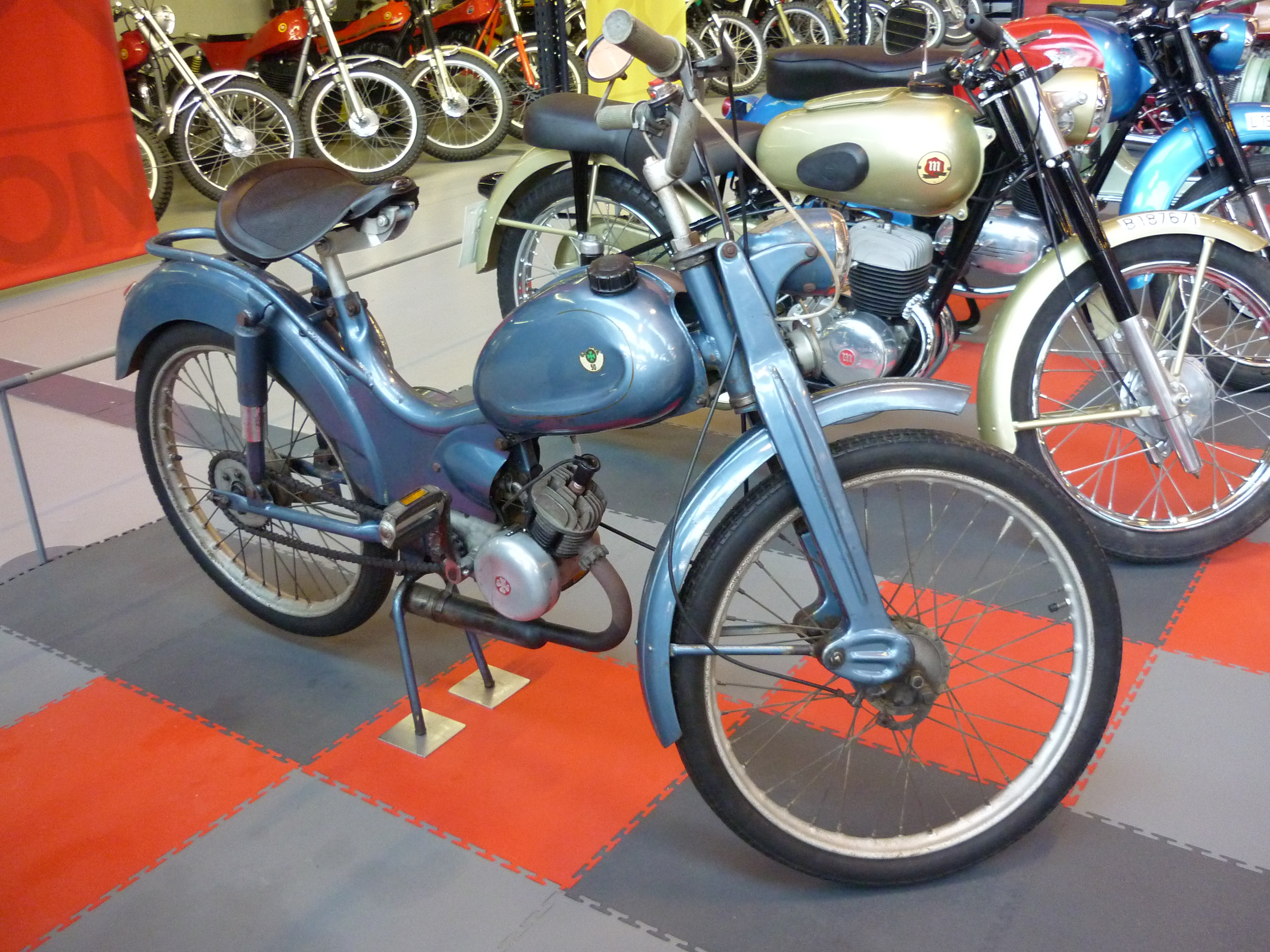
Una OSSA Motopedal dels anys 60, antecedent de l'Ossita 50

El primer ciclomotor d'OSSA fou la Motopedal, una versió local del Radexi que fabricava a Alemanya Express del qual Manuel Giró havia obtingut la llicència de producció per a l'estat espanyol. La primera versió era pràcticament idèntica al model original, mentre que les següents anaren evolucionant en diversos aspectes tot i mantenir la mecànica alemanya. La darrera versió de la Motopedal, la 50D de 1963, es mantingué en producció fins al 1966.
A mitjan dècada del 1960, el mercat del ciclomotor a l'estat espanyol havia experimentat un boom considerable i la Motopedal havia quedat desfasada. Per tal de no perdre la seva quota de mercat, OSSA va decidir de desenvolupar un model nou de trinca. A la Fira de Mostres de Barcelona de 1965 ja s'hi van poder veure tres nous velomotors amb motors Sachs de 2,4 a 5,2 CV i velocitats màximes de 62 a 95 km/h. Els prototips s'anomenaren Saxonette (un velomotor modern i automàtic que duia el mateix bastidor de "pas a través" que la Motopedal 50D), 50cc Club i Sachs 50cc 5V, els dos darrers amb un bastidor tubular tradicional, amb barra central i dipòsit situat davant del selló. Aquests prototips, però, no van arribar a la producció. Algunes fonts atribueixen el fet a que OSSA no va arribar a un acord amb Harry Walker, l'importador de Sachs a l'estat, mentre que altres en culpen les habituals traves administratives de l'època
La impossibilitat de comptar amb els motors Sachs va fer que OSSA es decantés pels de Ducati Mototrans, un fabricant que ja produïa diversos models de ciclomotor. Tot i que el motor triat, de tres velocitats, no estava al nivell dels alemanys, sí que superava amb escreix les prestacions del de l'OSSA Motopedal, de dues velocitats. Pel que fa al bastidor, l'Ossita va adoptar el que s'havia desenvolupat per al prototip "Club". La moto va sortir al mercat el 1968 amb la denominació comercial d'"Ossita" que, de fet, era el nom amb que es coneixia popularment l'anterior Motopedal.

## Característiques
El motor Mototrans de l'Ossita era el mateix que feia servir Bultaco al seu ciclomotor Bultaco 49. Es tractava d'un petit monocilíndric de dos temps de 47,63 cc, amb carburador de 12 mm i relació de compressió de 8 a 1 que lliurava 2 CV a 5.800 rpm. La caixa de canvis era de tres velocitats. El consum era d'1,75 litres cada 100 km i el pes de només 48 kg. La velocitat màxima era la que marcava la llei per als ciclomotors: 40 km/h. Els frens eren de tambor, les suspensions constaven de forquilla telescòpica al davant i basculant muntat sobre suports de goma ("silentblocks") amb amortidors hidràulics al darrere, tant els uns com els altres, de la marca Telesco.
Pel que fa a l'estètica, senzilla però agradable, combinava els colors vermell i argentat: la forquilla, tiges, parafangs i caixa d'eines eren de color vermell i la resta de la motocicleta, gris argentat.
Fitxa tècnica
| Ossita 50 | Ossita 50                     | Ossita 50 |
| --- | ----------------------------- | --------- |
| Id. Model | C25                           |           |
| Núm. Sèrie | C25 00001                     |           |
| Anys | 1968 - 1972                   |           |
| CC | 47,633                        |           |
| Diàmetre x Carrera | 38 x 42 mm                    |           |
| Compressió | 8:1                           |           |
| CV | 2 a 5.800 rpm                 |           |
| Carburador | 12 mm                         |           |
| Canvi | 3 velocitats                  |           |
| Suspensió davant | Forquilla telescòpica Telesco |           |
| Suspensió darrera | Amortidors hidràulics Telesco |           |
| Pneumàtic davant | 2,25 x 18                     |           |
| Pneumàtic darrera | 2,25 x 18                     |           |
| Frens davant | Tambor                        |           |
| Frens darrera | Tambor                        |           |
| Pes en sec | 48 Kg                         |           |
| Capacitat dipòsit | 11 l                          |           |
| Pintura dipòsit | Argentat amb franja vermella  |           |
| \| • Altres \| \| -------------------------------------------------------------------------------------- \| \| - Encesa: Volant magnètic Motoplat - Consum: 1,75 l/100 km - Velocitat màxima: 40 km/h \| |                               |           |
| • Altres |                               |           |
| - Encesa: Volant magnètic Motoplat - Consum: 1,75 l/100 km - Velocitat màxima: 40 km/h |                               |           |